# Örebro garnison

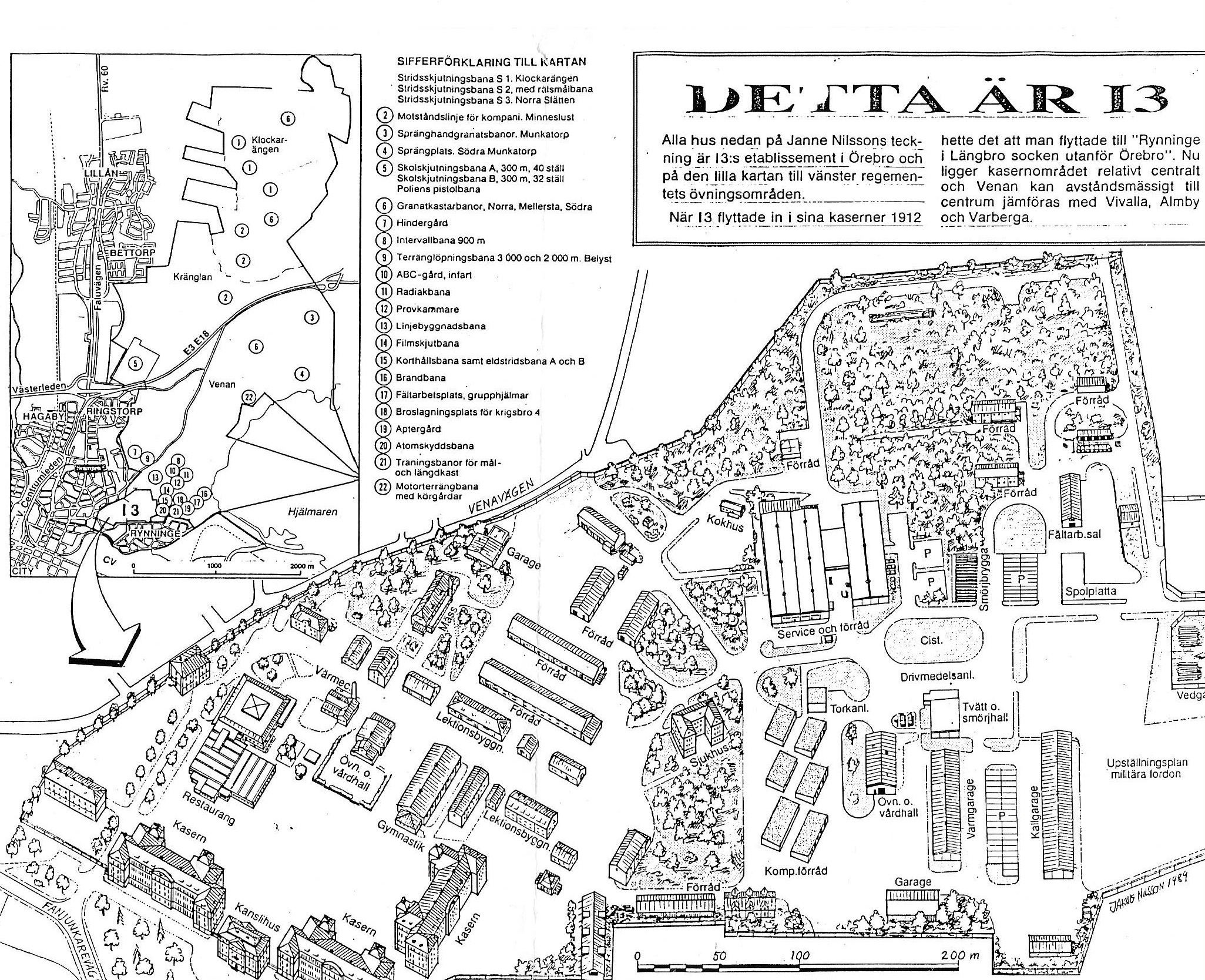
Orienteringskarta över det före detta kasernetablissement i Rynninge med Klockarängens skjutfält.

Örebro garnison är en garnison inom svenska Försvarsmakten som verkat i olika former sedan 1836. Garnisonen ligger i Örebro längs med Argongatan i nära anslutning till europavägen E20. Länge var den huvudsakliga garnisonen i Örebro lokaliserad till Rynninge, dock lokaliserades all den militära verksamheten till Boglundsängen 2002.

## Historik
Garnisonens historia sträcker sig tillbaka till 1836 då Livregementets husarer förlade sin expedition och stamskolor till Örebro till Oliagatan (Se vidare: Husarstallet, Örebro och Husarernas kanslihus och ridhus, Örebro). År 1903 beslutades det att Svea trängbataljon skulle omorganiseras till Svea trängkår och förläggas till Örebro garnison. Kåren lämnade Marieberg i Stockholm 1907 och flyttade in i nybyggda kaserner på Västra Mark i Örebro. År 1905 lämnade Livregementets husarer sin förläggning i Örebro för att flytta in i ett nyuppfört kasernetablissement i Skövde garnison. Den expeditionsbyggnad som Livregementets husarer lämnade övertogs istället av Livregementets grenadjärer, vilka 1913 lämnade sin mötesplats på Sannahed för att förläggas till ett nyuppfört kasernetablissement i stadsdelen Rynninge.
Inför regeringens proposition 1924 föreslog regeringen för riksdagen att Första intendenturkompaniet skulle förläggas till Örebro och samlokaliseras med Livregementets grenadjärer. Det med bakgrund till att intendenturkompaniets förläggning i Fredrikshov slott ej ansågs lämplig och någon annan i Stockholm ej fanns att tillgå. Vidare ansåg regeringen att Örebro låg bra till centralt ur mobiliseringssynpunkt. Vidare ansågs att intendenturkompaniet kunde samöva med Svea trängkår. Propositionen röstades dock ned av riksdagen, vilket även fick Regeringen Trygger att avgå. Istället för att ett till förband förlades till Örebro, kom den nytillträdda regeringen Regeringen Branting III i sin försvarsproposition att föreslå för riksdagen att Svea trängkår och Östgöta trängkårer skulle sammanslås till Svea trängkår med förläggning i Linköpings garnison. Regeringens proposition antogs av riksdagen och den 31 december 1927 omlokaliserades Svea trängkår från Västra Mark till Linköping.
Inför försvarsbeslutet 1942 omfattade artilleriets fredsorganisation fyra fördelningsartilleriregementen, ett kårartilleriregemente, ett fästningsartilleriregemente och två artillerikårer, samt tre luftvärnsregementen och fyra beredskapsdivisioner. 1941 års försvarsutredningen  föreslog att luftvärnsartilleriet skulle avskiljas från artilleriet och bilda ett eget truppslag. Vidare föreslogs att ett nytt kårartilleriregemente skulle bildas inom det då nya V. militärområdet. Försvarsutredningen föreslog att regementet skulle förläggas till ett nytt kasernetablissement i Örebro och benämnas Närkes artilleriregemente (A 9). Försvarsutredningens förslag ingick i den proposition som regeringen presenterade för riksdagen den 27 mars 1942. Dock hade chefen för armén Ivar Holmquist i sitt yttrande över försvarsutredningens förslag menat att Örebro som förläggningsort var en mindre lämpligt för det nya kårartilleriregementet. Där han istället förordade att regementet skulle förläggas till Kristinehamn och benämnas Bergslagens artilleriregemente. 1942 års försvarsberedning hade inget att invända mot arméchefens yttrande, men föreslog att istället för Örebro skulle regementet kunna förläggas till exempelvis Filipstad eller Karlskoga. Den 8 maj 1942 presenterades regeringens proposition för riksdagen gällande förläggningsort för nytt kårartilleriregemente, där Örebro ställdes mot Karlskoga och Kristinehamn som alternativa förläggningsorter för det nya kårartilleriregementet.
Örebros stads förslag till förläggningsort utgjordes av ett område, i höjd med Aspholmen/Bista-Pilängen/Nasta, mellan dåvarande Hallsbergsvägen och Svartån. De ekonomiska kostnaderna, exklusive markkostnader, för att uppföra ett kasernetablissement i de tre olika städerna ansågs jämförbara. I den totala jämförelsen ansågs dock Örebro vara det minst fördelaktiga alternativet ur militär synvinkel, då det föreslagna området inte erbjöd någon omväxlande terräng samt ett längre avstånd till en lämplig badplats. Försvarsberedningen och regeringen summerade utredning med att även om Örebro av militära skäl ägde företräde till det nya regementet, så fick staden stå tillbaka framför Karlskoga och Kristinehamn, på grund av mindre goda övningsmöjligheterna. Karlskoga lyftes fram av arméchefen, då han ansåg fördelarna med närheten till det då planerade arméskjutfältet i Villingsberg. Regeringen gjorde dock en annan bedömning efter inrådan av artilleriinspektören, Arméförvaltningens Artilleri- och tygdepartement och Fortifikationsstyrelsen att kårartilleriregemente slutligen skulle förläggas till Kristinehamn och benämnas Bergslagens artilleriregemente (A 9). Det då bland annat Kristinehamn även kunde erbjuda ett högre allmänt läroverk framför Karlskogas samrealskola.
Under början av 1940-talet sökte Flygförvaltningen en förläggningsplats för en ny flygverkstad. Kravet på flygfältet var att den skulle ha ett korsande bansystem, tillgång till berg i anslutning till flygfältet för insprängning av största delen av verkstaden. Vidare skulle platsen vara central i förhållande till de flottiljer som verkstaden skulle betjäna, samt även goda landsvägs- och tågförbindelser. Fyra orter valdes ut för närmre granskning, Arboga, Eskilstuna, Köping och Örebro. Örebroalternativet ansågs medföra de lägsta byggkostnaderna (exklusive bergsanläggningar), dock föll Örebro bort på grund av att det ansågs att det befintliga flygfältet inte kunde utvidgas som föreskriven storlek. Vidare skulle ansågs att insprängning i berg i Örebro inte skulle kunna göras till en rimlig kostnad. Till sist föll valet för den nya verkstaden på Arbogaalternativet, vilken bildades i oktober 1944 som Centrala Flygverkstaden Arboga.
Även om inte staden fick den nya flygverkstad kom flygvapnet ändå representeras i staden åren 1957–1971 genom en luftförsvarscentral. Luftförsvarscentralen benämndes LFC Måsen och utgjorde luftförsvarssektor W5. Luftförsvarscentralen var ett detachement och leddes av Västmanlands flygflottilj (F 1) i Västerås. År 1971 reducerades antalet luftförsvarssektor, vilket bland annat innebar att luftförsvarssektor W5 uppgick i luftförsvarssektor O5. Luftförsvarssektor O5 var lokaliserad till Bålsta, vilken var den luftförsvarssektor som fick det övergripande ansvaret för luftförsvaret över mellersta Sverige.
År 1973 presenterade regeringen sin proposition gällande organisationsfrågor rörande armén. Försvarets fredsorganisationsutredning (FFU) hade utrett olika frågor gällande lokalisering av arméns skolor och förband. Bland annat hade FFU gjort en omfattande utredning gällande ny förläggningsort för Arméns kompaniofficersskola (AKS). Åtta garnisonsorter hade undersökts i syfte för att omlokalisera skolan, fyra av dessa orter Karlstad, Linköping, Skövde och Örebro, ansågs ha bättre förutsättningar än övriga. Örebroalternativet ansågs var det mest ekonomiska fördelaktigaste, samt även att en flytt från Uppsala till Örebro skulle kunna göras rätt omgående. Då flera remissinstanser var angelägna om flytta skolan från Uppsala skyndsamt, föreslog både överbefälhavaren och arméchefen att skolan skulle lokaliseras till Örebro. Regeringen ansåg dock att Arméns kompaniofficersskola skulle omlokaliseras till Skövdealternativet, dels på grund av regionalpolitiska anledningar, men även på grund av FFU hade utrett möjligheterna till att samordna Arméns kompaniofficersskola med andra skolor till en större skolenhet i Skövde. Därav föreslog regeringen för riksdagen i sin proposition att skolan skulle förläggas till Skövde. Skolan kom dock aldrig att flyttas från Uppsala, då den avvecklades genom reformen Ny befälsordning.
Åren 2006–2007 var staden åter i fokus, då Försvarsmaktens logistik (FMLOG) sökte efter en ort att förlägga ett nytt centrallager i Mälardalen. Örebro kommuns förslag till Försvarsmakten var att förlägga centrallagret i anslutning till Örebro flygplats. Några nya större militära förläggningar sedan Livregementets grenadjärer förlades till staden 1913 har det ej blivit, utan i samtliga fall har de gått till andra städer.

## Boglundsängen
Boglundsängen är ett företagsområde i norra Örebro. I söder begränsas området av Västerleden. Området, som till stor del består av sankmark, började bebyggas under 1970- och 1980-talen. År 1984 omlokaliserades Redovisningsavdelning Bergslagen från Olaigatan 21 till Boglundsängen. Den 31 maj 2002 tillkom Livregementets grenadjärgrupp efter tidigare varit förlagda inom det före detta kasernområdet i norra delarna av staden. I samband med denna omlokalisering kom den kvarvarande militära verksamheten i staden att koncentreras till just Boglundsängen. Genom försvarsbeslutet 2004 kom en omorganisation av de båda förbanden att göras 2005, vilket medförde en namnändring till Försvarsmaktens telenät- och markteleförband respektive Örebro-Värmlandsgruppen. År 2016 beslutade regeringen att staben för Örebro-Värmlandsgruppen skulle omlokaliseras till Villingsbergs skjutfält. Vidare upplöstes Försvarsmaktens telenät- och markteleförband, för istället bli en del av det nya förbandet Försvarsmaktens telekommunikations- och informationssystemförband. Under 2023 kommer Örebro-Värmlandsgruppen att flytta merparten av sin Örebrobaserade verksamhet till Kristinehamns garnison. Sommaren 2024 flyttade Örebro-Värmlandsgruppen till Kristinehamn och Harberget och är sedan dess en del av Kristinehamns garnison.

## Grenadjärstaden
59°16′54″N 15°13′58″Ö / 59.28167°N 15.23278°Ö

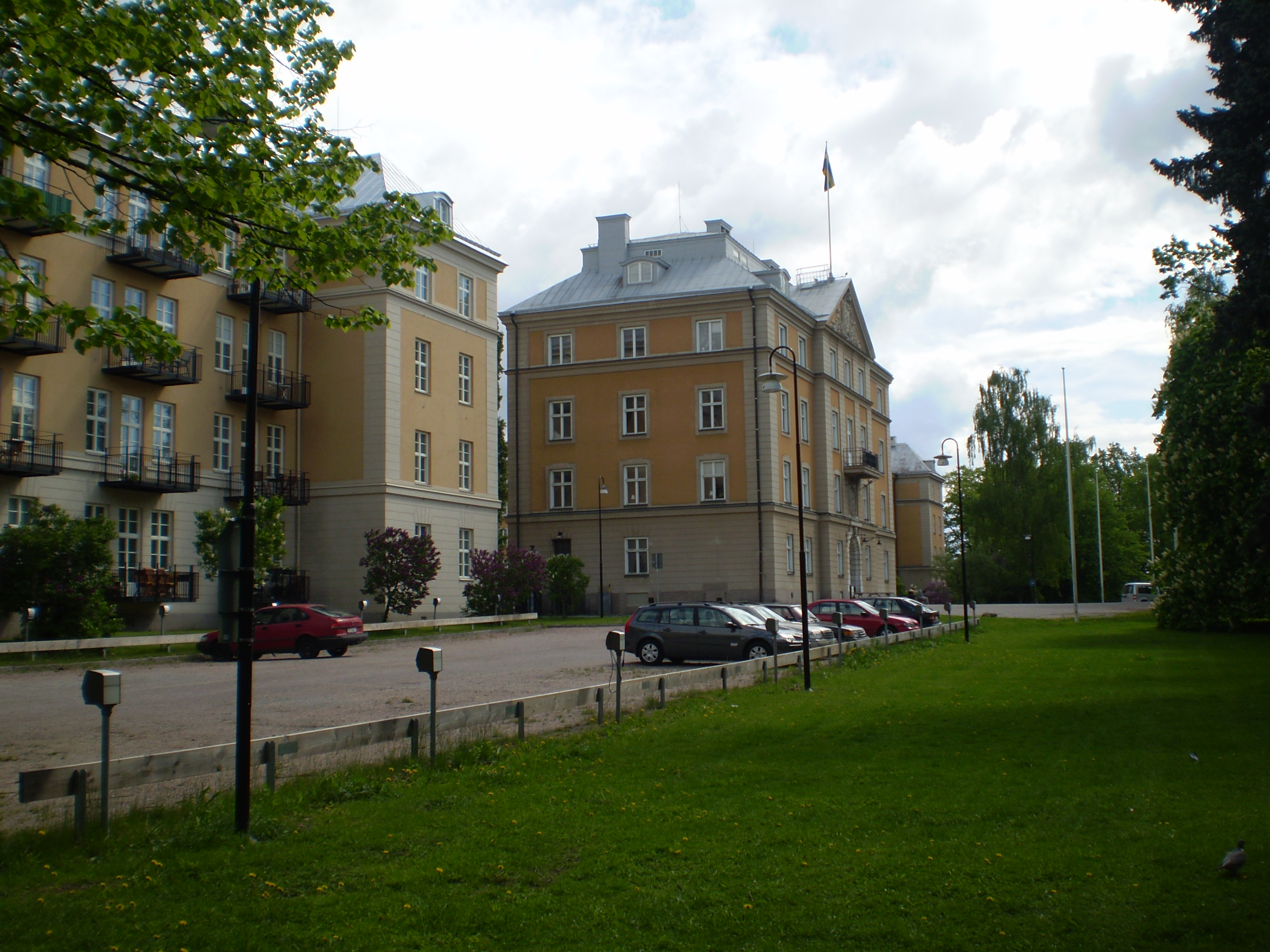
Vy över framsidan av kasern och kansli etablissemanget.

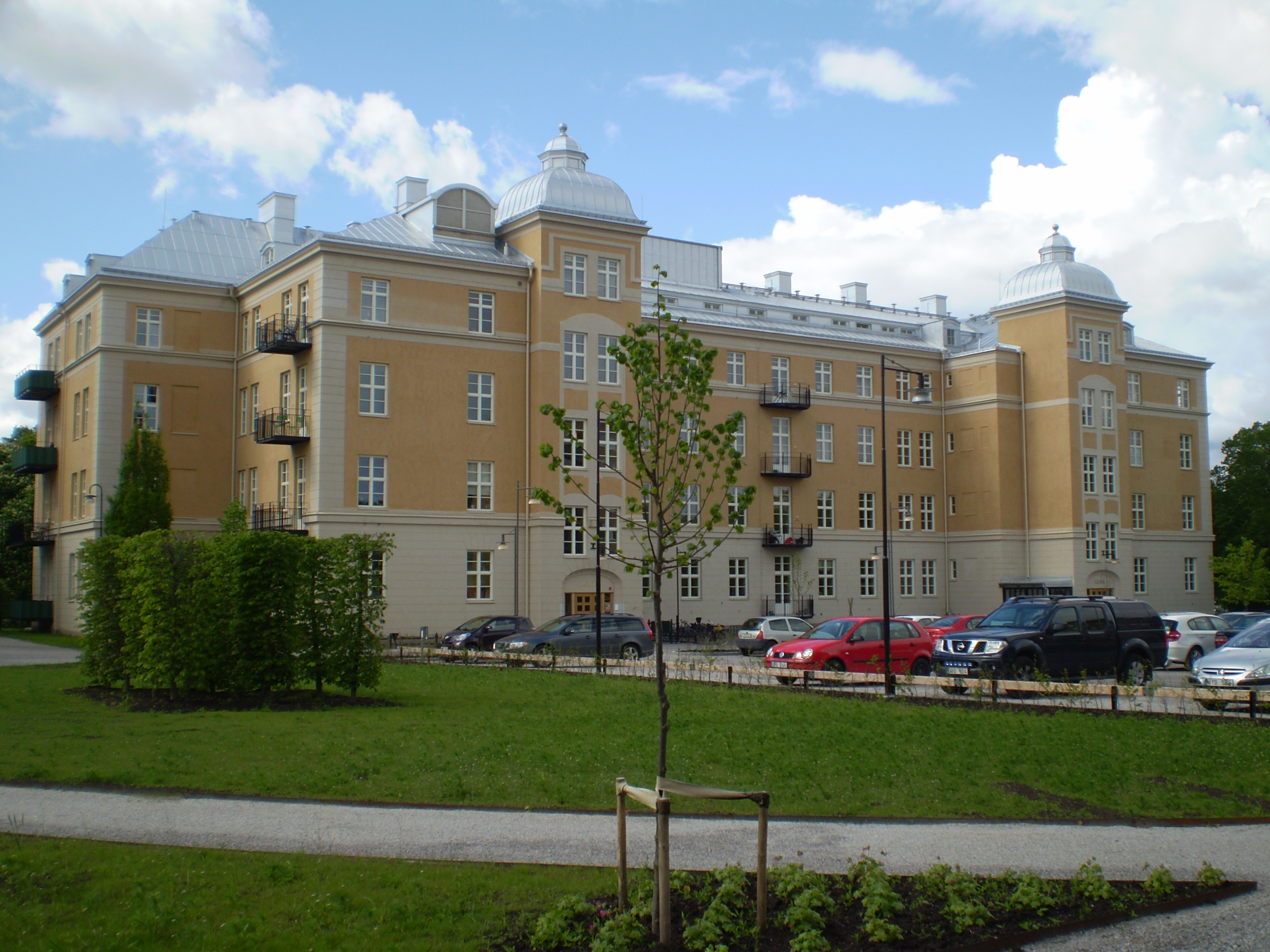
Kasern Lund vid Livregementets grenadjärer.

År 1912 uppfördes ett kasernetablissement intill Fanjunkarevägen i Grenadjärstaden, i samband med att Livregementets grenadjärer omlokaliserades från sin tidigare mötesplats i Sannahed. Kasernetablissementet uppfördes efter "1901 års härordnings byggnadsprogram efter Kasernbyggnadsnämndens andra typritningsserie för infanterietablissement". Totalt uppfördes ett 80-tal byggnader inom området inklusive tre stora kaserner byggda i fyra våningar, utöver det fanns det planer på att bygga ytterligare en kasern för att på så sätt rama in kaserngården som mätte 90 x 170 meter. I anslutning till kasernetablissement uppförde Missionsförbundet genom föreningen "Soldaternas vänner i Örebro län" ett soldathem på Höglundagatan 2.
Regementet kom inför tre försvarsbeslut att hotas om indragning, men genom försvarsutredning 1988 beslutades att regementets två brigader, Livbrigaden och Närkebrigaden skulle upplösas och avvecklas den 30 juni 1992. Efter att värnpliktsutbildningen upphörde sommaren 1992, delades kasernområdet i en äldre och en yngre del. Den äldre sydvästra delen bestående av bland annat kasernerna såldes till Örebro kommun. Den yngre nordöstra delen bestående av bland annat sjukhusbyggnad, motorområde, verkstäder och förråd kvarstod som militärt område till 1999. Ursprungligen var det tänkt att regementsstaben skulle grupperas i den före detta sjukhusbyggnaden. Dock kom staben kvarstå i kanslihuset och hemvärns- och frivilligdetaljen vid regementet i sin byggnad i sydvästra delen. Dessa två byggnader hyrdes fram till att regementet avvecklades.
Genom försvarsbeslutet 2000 upplöstes och avvecklades Livregementets grenadjärer och istället bildades militärdistriktsgruppen Livregementets grenadjärgrupp i syfte med att utbilda och stödja hemvärnet och frivilligverksamheten inom Örebro län. Under 2000 gjordes en utredning som hade som uppgift att se över den geografiska lokaliseringen av Livregementets grenadjärgrupps verksamhet samt den förrådsavdelning som fanns inom kasernetablissement. Högkvarteret inom Försvarsmakten beslutade att Livregementets grenadjärgrupp skulle flytta till Boglundsängen och Vivalla företagsby i norra delen av Örebro. Den del av det ursprungliga kasernetablissement som försvaret disponerade, skulle vara tömt på militär verksamhet fram till den 31 december 2002. Militärdistriktsgruppen började sin omlokalisering i november 2001 till Vivalla företagsby och den 31 maj 2002 invigdes dess nya lokaler officiellt. Efter att Försvarsmakten lämnade även det nordöstra området 2002, har området successivt utvecklats och bebyggts till stadsdelen Grenadjärstaden

## Olaigatan
59°16′30″N 15°13′00″Ö / 59.27500°N 15.21667°Ö

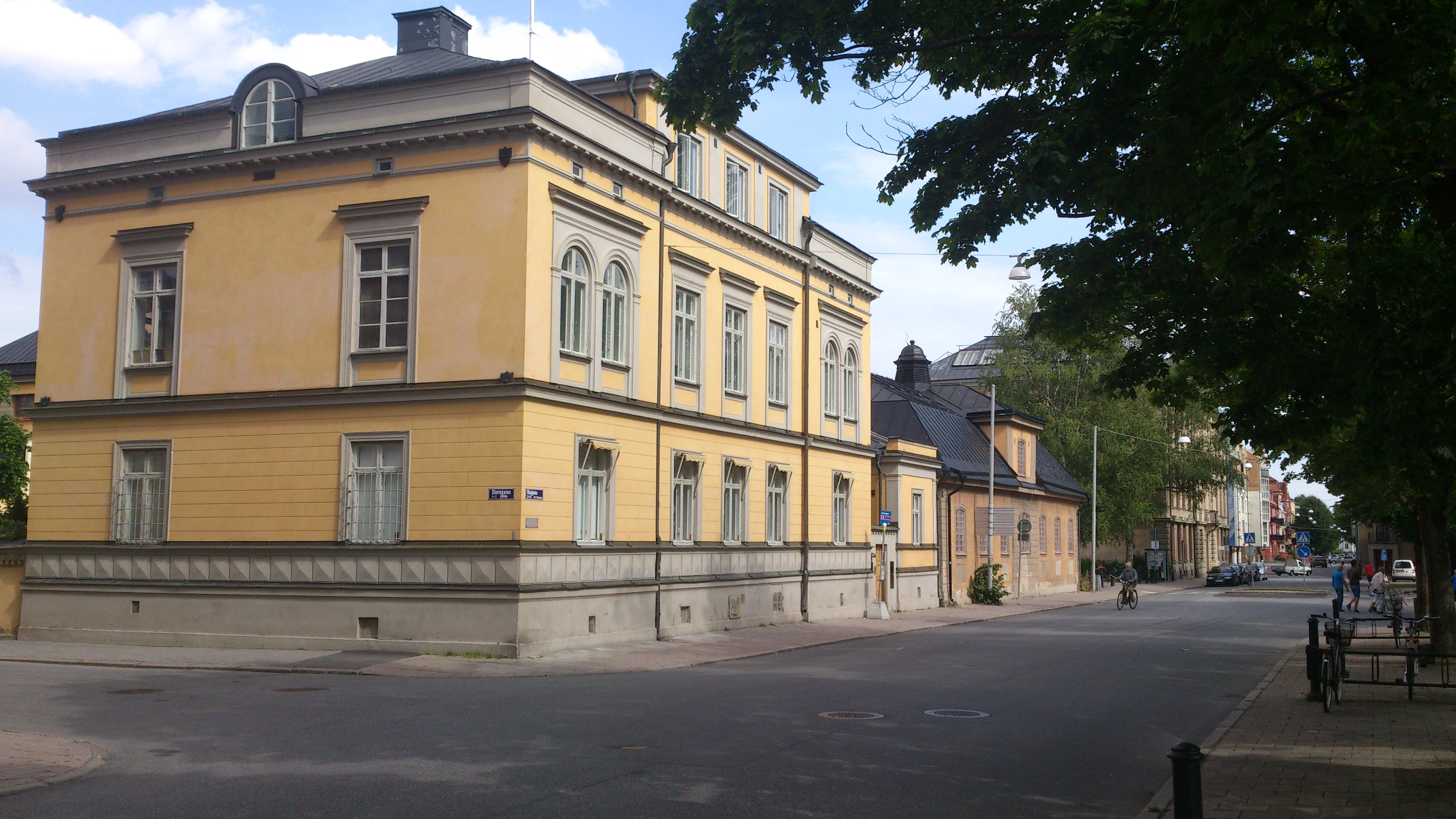
Vy över framsidan av kansliet.

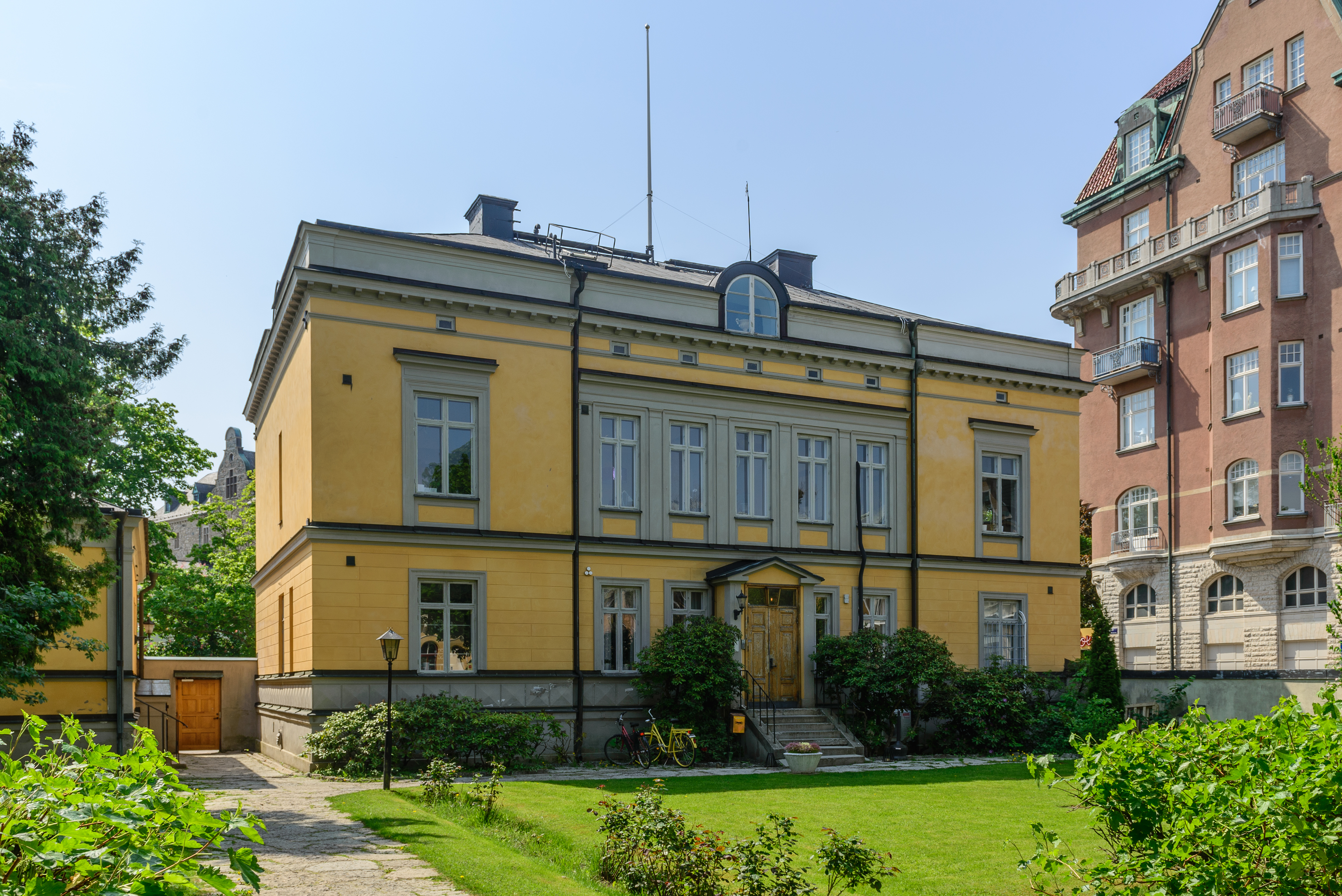
Vy från innergården av kansliet.

Livregementets husarkår blev 1900 blev till viss del förlagda i Örebro i samband med att Kronobränneriet i Centralparken byggdes om till Husarstallet. Åren 1861–1862 uppfördes byggnader på Olaigatan 21 i nära anslutning till husarstallet, de byggnader som tillkom var bland annat Husarernas kanslihus och ridhus. I 1901 års härordning beslutades att samtliga Sveriges regementen och kårer skulle överge sin lägerplatser för att förläggas på ett kasernområde. För Livregementets husarer stod valet mellan Skövde och Örebro, där det till sist utföll till Skövdes fördel. År 1904 omlokaliserades husarerna till Skövde garnison där man förlades i nybyggda kaserner på Heden.
I samband med att Husarerna lämnade Örebro, övertogs dess stabsbyggnad av ett annat Livregemente, Livregementets grenadjärer som kom att nyttja det som kanslihus fram till 1912, då regementet flyttade in i sina nybyggda kaserner på Fanjunkargatan. Genom att Sverige delades upp i försvarsområden och Örebro försvarsområde bildades 1942 kom dess stab att flytta in i den gamla stabsbyggnaden. År 1973 genomfördes en försvarsreform som ledde till att försvarsområdena sammanslogs med utbildningsregementen, för Örebro försvarsområde innebar det att försvarsområdesstaben uppgick 1975 som en del av Livregementets grenadjärer och lämnade byggnaden samma år. Dock övertogs den av Redovisningsavdelning Bergslagen som fanns där fram till 1984, då man flyttade ut sin verksamhet till Boglundsängen. Byggnaden övergick efter bytesaffär mellan Örebro kommun och staten i kommunal ägo för att senare övergå i privat ägo. Kvarteret som de tidigare militära byggnaderna ligger på har fått namnet Husaren

## Västra Mark
59°16′40″N 15°11′38″Ö / 59.27778°N 15.19389°Ö

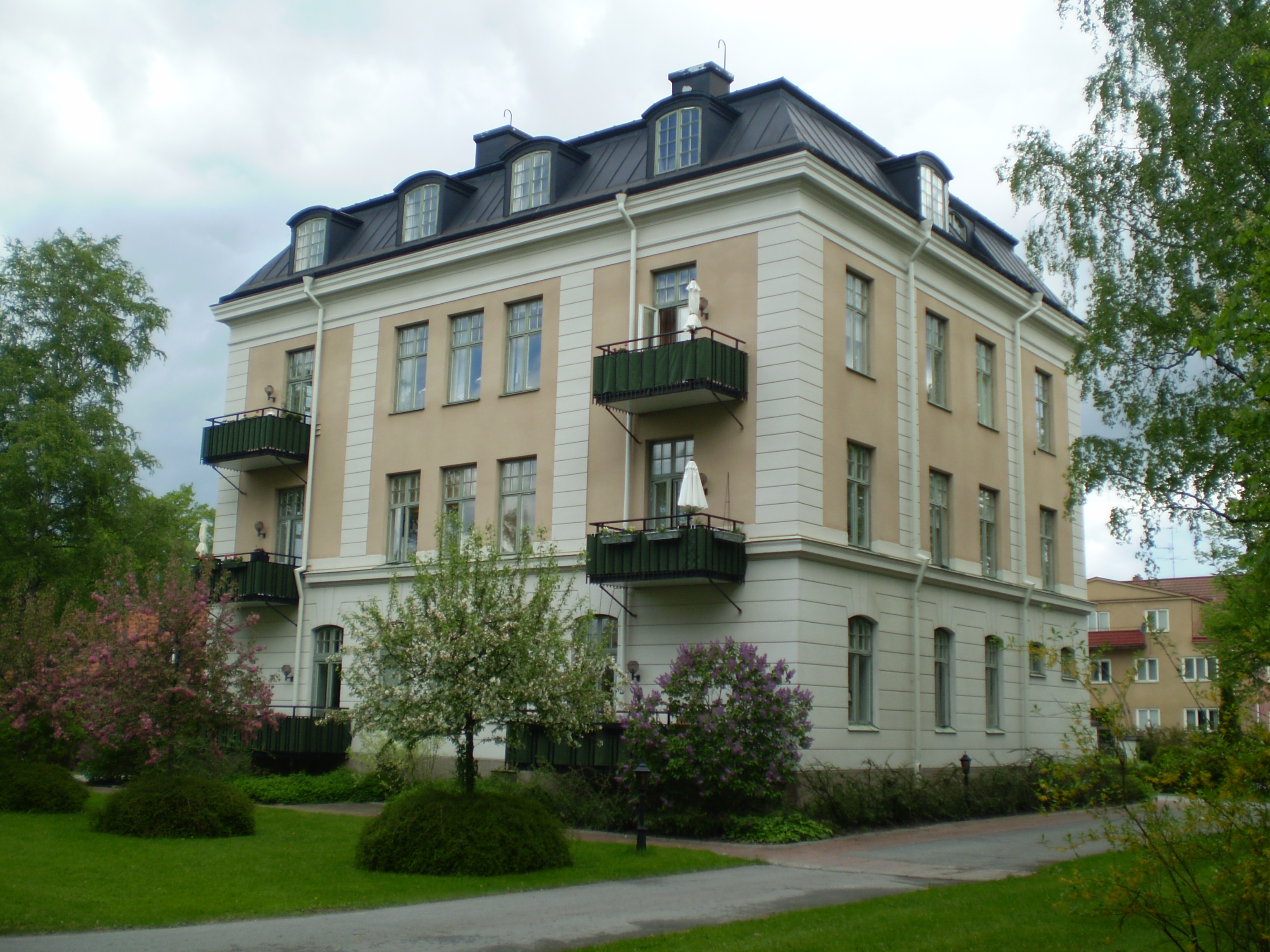
Kanslihuset vid trängkasernetablissementet i Örebro.

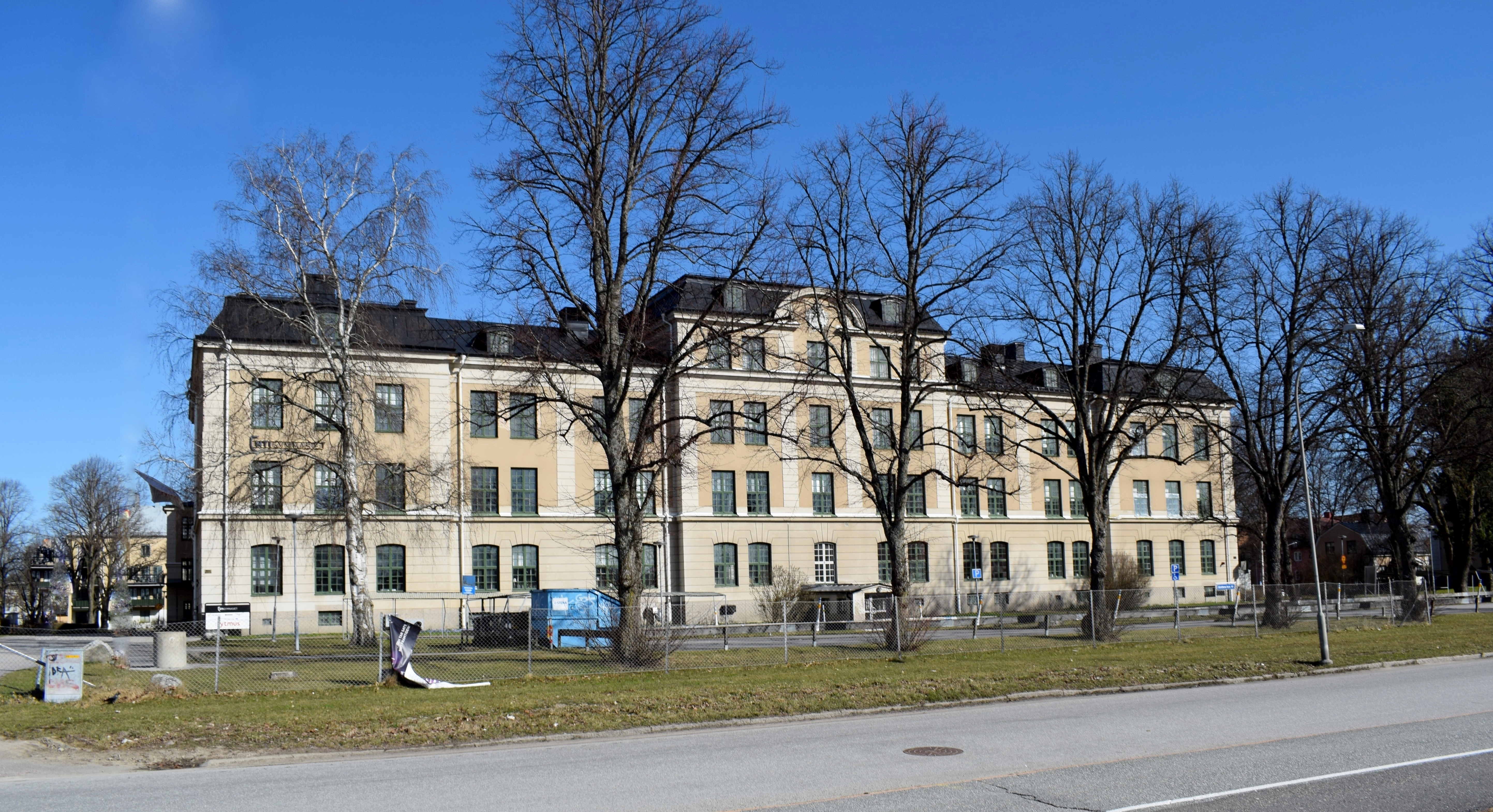
Huvudkasernen vid trängkasernetablissementet i Örebro.

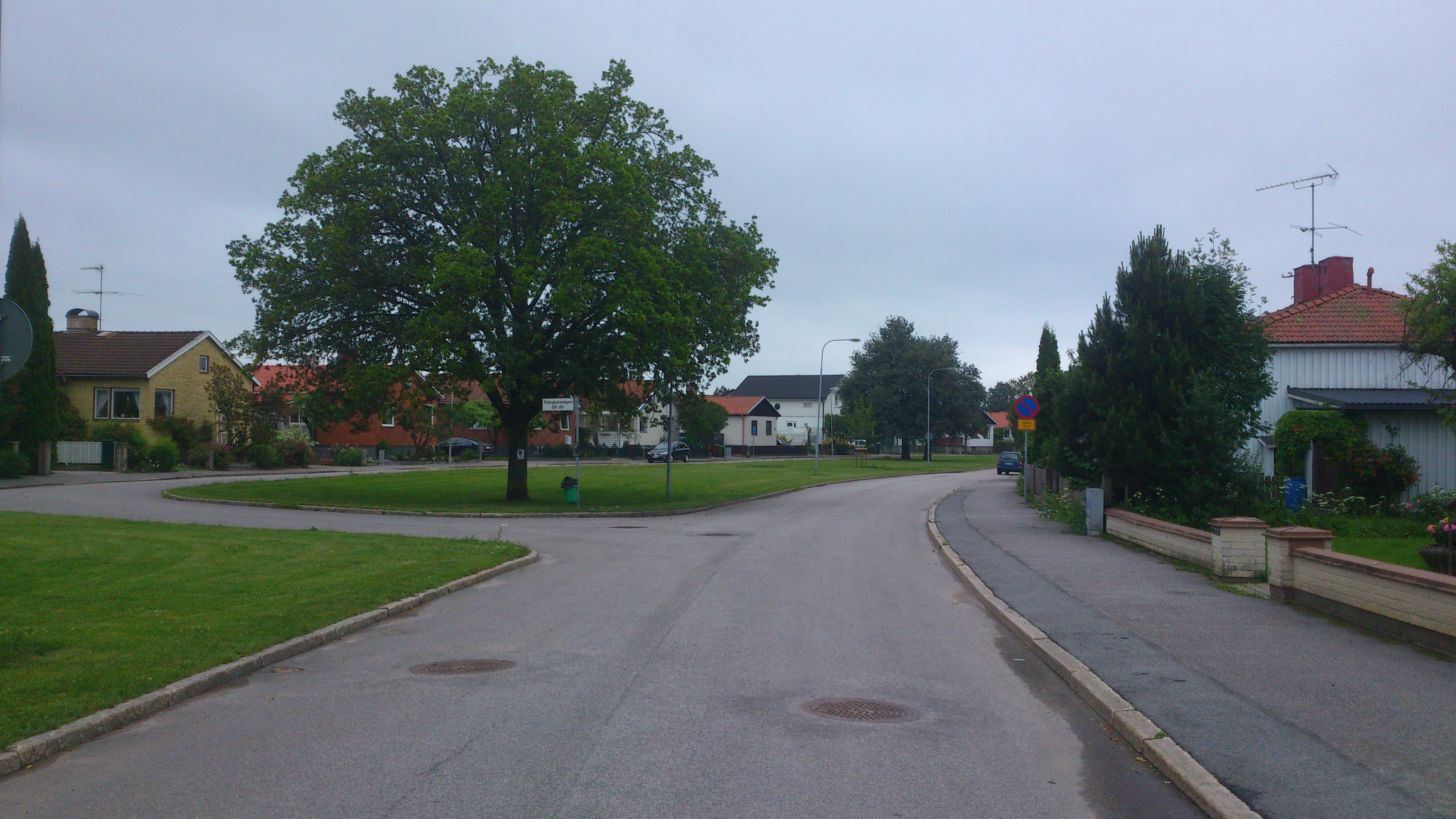
Del av Trängkårsvägen i västra Örebro.

Svea trängkår kom att lokaliseras 1907 till Västra Mark i Örebro. Fortifikationen hade framställt en förfrågan till landshövdingen den 3 januari 1902. Efter nästan ett års tid av debatt och förhandling mellan staden och Kronan skrevs ett kontrakt under den 10 september 1903, som reglerade markbyten och bytesavtal. I augusti 1904 påbörjades byggnationen av kasernerna i "Stadsdelen Wäster", dock existerande denna del av staden i stort endast på kartan och regementsområdet kom att ligga ensamt på slätten.
Kasernområdet var även tänkt att knytas samman med Västra stambanan varvid mark även förvärvats av staden för att ställas till Kronans förfogande. Järnvägsspåret som var planerat att byggas från Västra stambanan hade fått en ursprunglig planerad sträckning från Örebro C-Markgatan-Västerängsgatan-Västra mark, men ändrades till det som motsvarar Trängkårsvägen. Dock kom aldrig något spår att byggas, då staden endast att upplåtit marken och Kronan skulle stå för spårbyggnationen. Trängkårsvägen som passerar Hertig Karls Allés nordligaste del, står sedan dess som ett minne över detta projekt. Den 4 oktober 1907 avgick flytten av kåren från Stockholm. Kåren kom under sin tid i Örebro att vara organiserad med en stab, ett sjukvårdskompani och två trängkompanier utöver det hade kåren 127 stycken anställda. De anställda utgjordes i huvudsak av officerare och underbefäl. Under kårens tid i Örebro fanns aldrig något nära förhållande med Livregementets grenadjärer. En anledning var bland annat att infanteriet såg ner på trängkåren och att Livregementets grenadjärer kände större samhörighet med de två andra Livregementena, Livregementets dragoner och Livregementets husarer.
I samband med försvarsbeslutet 1925 avsågs det att två trängkårer skulle avvecklas. De kårer det gällde var Västmanlands trängkår (T 5) och Östgöta trängkår (T 6). Dock var Östgöta trängkår inte en helt given nedläggningskandidat, då man hade en bättre förläggning än vad Svea trängkår hade. Dock föll avgörandet på att den äldsta kåren skulle bli kvar. Som en kompromiss i frågan beslutades att Svea trängkår skulle omlokaliseras från Örebro garnison till Linköpings garnison och överta Östgöta trängkårs kaserner. Hösten 1927 påbörjades omlokaliseringen och den 1 juni 1928 halades den tretungade fanan för sista gången på Västra Mark.
Den 1 juni 1928 beslöt även riksdagen att kasernområdet skulle byggas om till sjukhus för "Anstalt för kvinnliga asociala imbecilla". Ombyggnationen pågick åren 1929–1930, vilket bland annat innebar att kasernen fick utbyggda flyglar. Sjukhuset kom sen att gå under namnet Västra marks sjukhus och var verksamt fram till 1981. Från 1980-talet och fram till slutet av 1990-talet renoverades området i olika omgångar samt att det tillkom nya fastigheter på området. I samband med försvarsbeslutet 1996 då det beslutades att Svea trängkår i Linköping skulle avvecklas, restes en minnessten på området över kårens tid i Örebro.

## Örebro flygfält

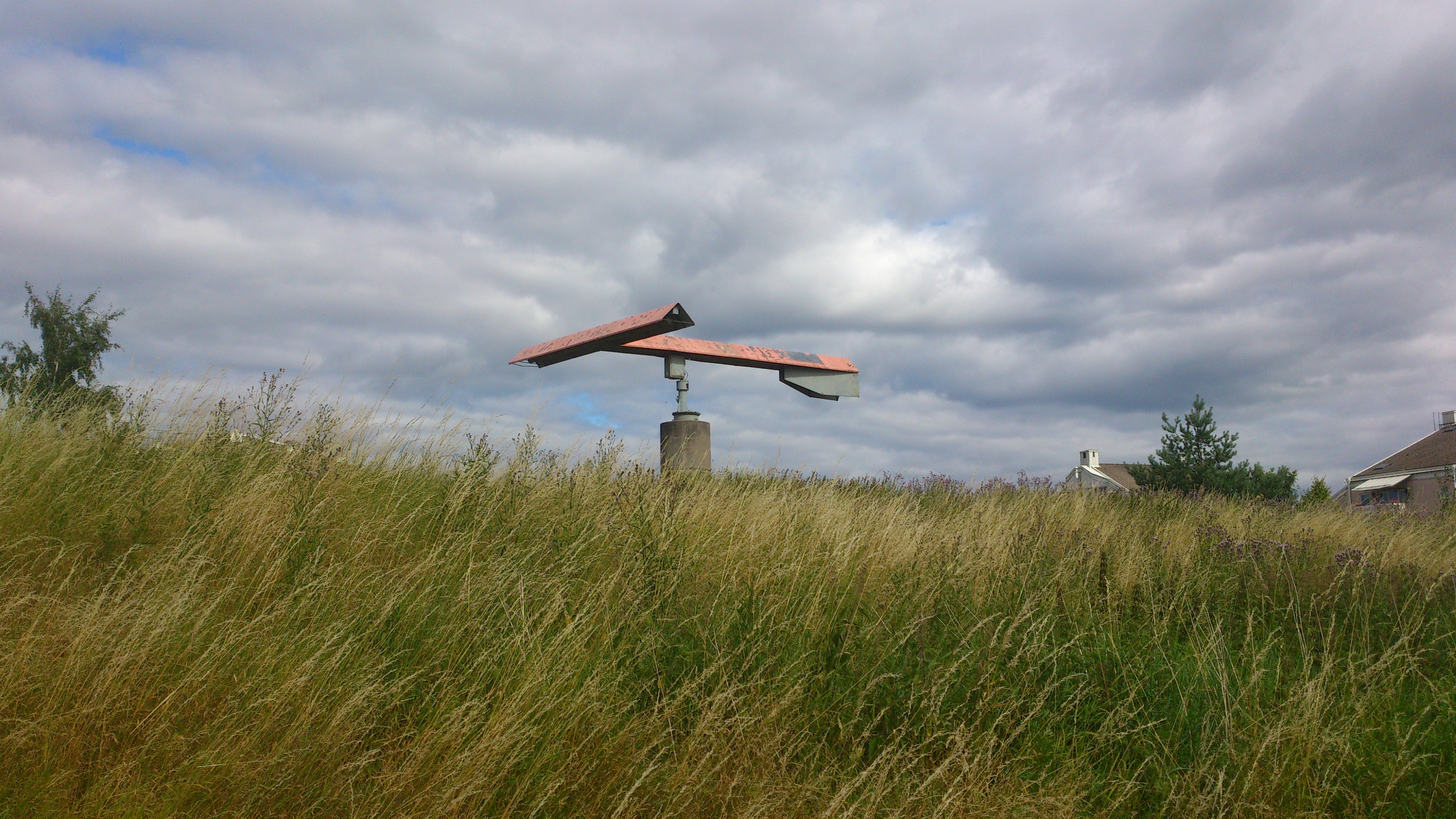
T-formad vindvisare som minne över gamla Örebro flygfält.

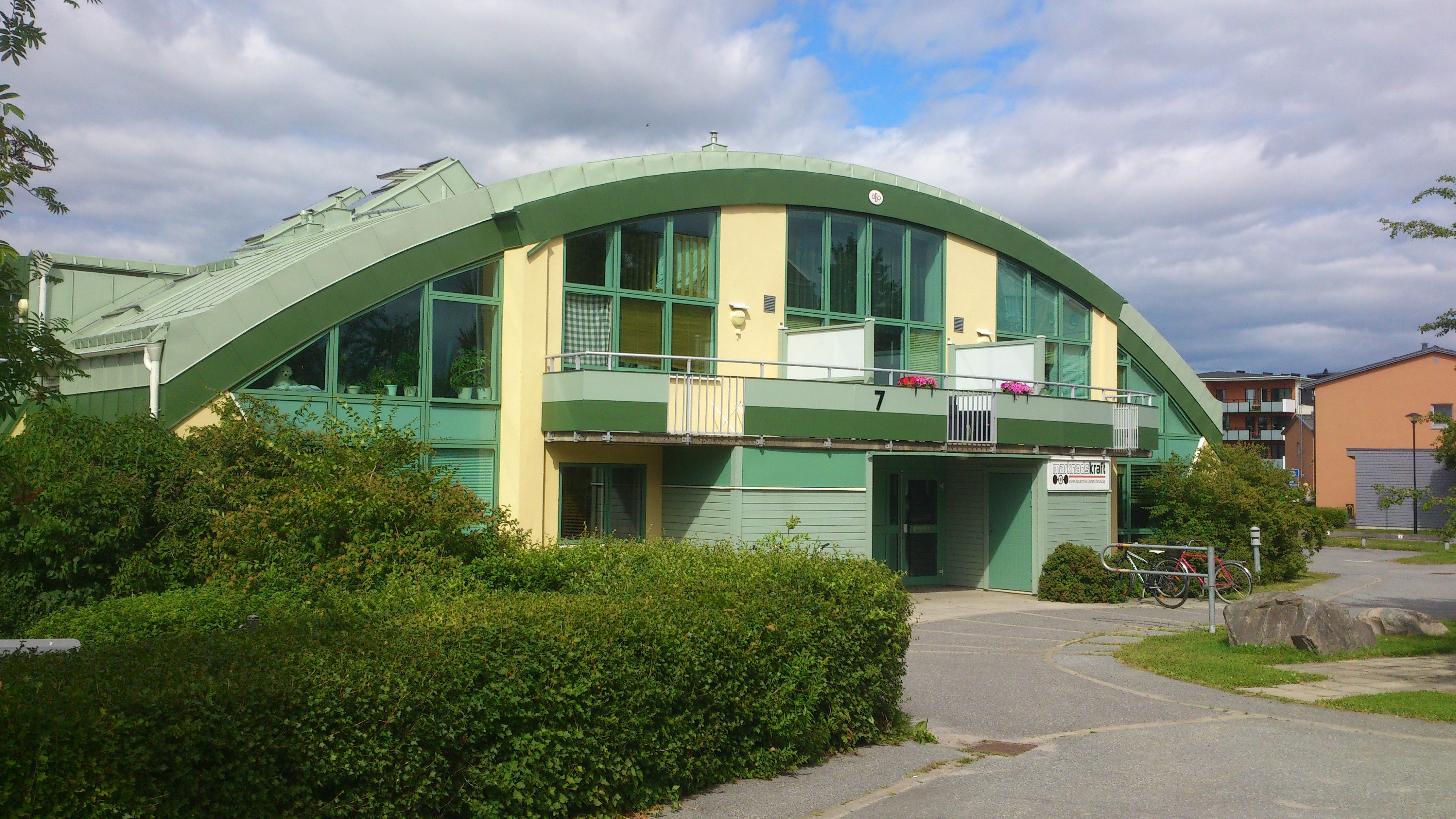
Före detta hangar vid gamla Örebro flygfält. Sedan 1992 ombyggd till bostäder.

Örebro flygfält, även känt som Gustavsviksfältet, aktualiserades under 1920-talet. Det alternativ för ett flygfält som ansågs lämpligast var marken på Ladugårdsängarna söder om staden. Efter att projektet godkänts 1933 påbörjades arbetet med att iordningställa fältet för att stå klart 1936. Flygtrafiken vid fältet var som intensivast under 1940-talet. 
Genom försvarsbeslutet 1936 fastslogs det att en flygflottilj, benämnd Värmlands flygflottilj, skulle förläggas till Karlstad. Beslutet revs dock upp 1938, med bakgrunden av att Chefens för flygvapnet och Flygförvaltningen i lyft olika angelägenheter, där man menade att det var mindre lämpligt och i varje fall omöjligt genomföra riksdagens beslut att inom den angivna kostnadsramen förlägga en flygflottilj till Karlstad. Som alternativ till Karlstad ansåg flygmyndigheterna att områdena Närkeslätten söder om Örebro samt Västgötaslätten. Västgötaslättens intill södra Vänernstranden förordades med hänsyn till kravet på lämplig bomb- och skjutterräng. Dom orterna om utreddes som förläggningsort för Värmlands flygflottilj var i ordningsföljden Karlstad, Karlskoga, Örebro, Trollhättan södra Vänernstranden mellan Lidköping och Halleberg. Gällande en förläggning till Örebro utgjorde Örebro flygfält förläggningsalternativet, där flygfältet dimensionerades till 1,000 X 1,000 meter. Staden skulle kostnadsfritt stå för framdragning av vatten-, avlopps- och elektriska ledningar. Förutsättningarna för en flygflottiljförläggning till Örebro sammanfattades med att platsen låg bra till med ett strategiskt läge, flygfältets dimensioner och beskaffenhet, det omgivande landskapets allmänna karaktär, undervisningsanstalterna, klimatet och bostadsförhållandena. Gällande den ekonomistiska aspekten, så skulle staten och flygvapnet i Örebro få en flygflottilj med mycket gynnsamma villkor, vilken bland annat inkluderade ett gott flygfält med ett ändamålsenligt etablissement. Mot de mycket positiva fördelarna, fanns dock ett antal, ur statens synpunkt, nackdelar. Att Örebro hade som krav att flygfältet även skulle vara öppet för civil och reguljärtrafik samt flygfältets avsaknad av utvecklingsmöjligheter i norr och söder. I norr låg staden med dess högbebyggelse och i söder låg Sörbybacken. De negativa aspekterna övervägde de positiva, vilket fick chefen för flygvapnet att inte förorda en förläggning av flygflottiljen till Örebro. Istället kom Såtenäs utanför Lidköping som förläggninsort till den nya flygflottiljen. Bakgrunden till valet var att förhållandena i fred var i flera avseenden överlägset samtliga övriga behandlade alternativ.
I samband med utbrottet av andra världskriget 1939 förlades ett militärförband åren 1942–1943 vid flygfältet benämnt "Lv 41. L 3" för bevakning och skydd av flygfältet och dess luftrum. Under 1950-talet infördes ett nytt stridslednings- och luftbevakningssystem inom Flygvapnet, vilket bland annat medförde att Sverige delades upp i elva luftförsvarssektorer, vilka leddes av en luftförsvarscentral. Till Örebro flygfält förlades luftförsvarscentralen "LFC Måsen", där LCF stod för luftförsvarscentral och Måsen var ett anropskod. Samtliga luftförsvarscentraler hade ett tvåstavigt ord, som var ett djurnamn i bestämd form, som anropskod. LFC Måsen hade det övergripande ansvaret för luftförsvaret inom luftförsvarssektor W5, samt utgjorde åren 1957–1975 ett detachement till Västmanlands flygflottilj (F 1). År 1971 sammanslogs luftförsvarssektor W5 med O5, vilket även medförde att de två luftförsvarscentralerna LFC Måsen och LFC Puman sammanslogs. Ansvaret för luftförsvarssektor O5 leddes av LFC Puman i Bålsta. Därmed avvecklades luftförsvarscentralen LFC Måsen successivt och 1975 upphörde verksamheten i Örebro helt.
Runt det gamla flygfältet fanns fyra luftvärnskanoner utplacerade, ett vid Sörbykrossen, ett vid Sörbyängen (pulkabacken), ett vid sista golfhålet (närmst rondellen i Adolfsberg) på det som sedan 1990 är Gustavsviks GK, ett vid anslutning till hangaren och flygledartornet, där dagens tennis- och badmintonarena Backahallen ligger. När verksamheten flyttades över till den nya flygplatsen väster om Örebro, kom även luftvärnskanonerna att flyttas till den nya flygplatsen, för att där utgöra flygplatsens fasta luftförsvar.

## Minnesstenar och minnesmärken
| Bild | Minnessten                                      | Koordinater                                     | Kort beskrivning |
| ---- | ----------------------------------------------- | ----------------------------------------------- | --- |
|      | Livregementets grenadjärer                      | 59°16′54″N 15°13′58″Ö / 59.281741°N 15.23287°Ö  | En minnessten, även kallad regementsstenen, placerad framför det före detta kanslihuset vid kasernerna i Rynninge. Stenen restes 1964 i samband med regementets 300-årsjubileum och var ursprungligen rest utanför kasernvakten. År 2001 försågs stenens baksida med en minnestext över regementets tid i Örebro. I samband med att 25 års minnet av upphörandet av värnpliktsutbildningen vid regementet högtidlighölls den 30 juni 2017 avtäcktes regementsstenen efter att den återställts till ursprungligt skick. |
|      | Svea trängkår                                   | 59°16′40″N 15°11′42″Ö / 59.277741°N 15.194988°Ö | Minnessten över Svea trängkårs tid i Örebro. Stenen restes den 4 september 1997, det på samma dag som kåren den 4 september 1927 flyttades till Linköping. Stenen är en av totalt tre som rests till minne över Svea trängkår. De två andra finns i Stockholm, den så kallade Mariebergsstenen, samt en minnessten vid Kaserngatan i Linköping. |
|      | Livregementets husarer                          | 59°05′14″N 15°09′31″Ö / 59.0871°N 15.1587°Ö     | Minnessten över Livregementets husarers tid vid Sannahed, Kumla |
|      | Närkes regemente och Livregementets grenadjärer | 59°05′44″N 15°09′41″Ö / 59.095595°N 15.161323°Ö | Minnessten över Närkes regemente samt Livregementets grenadjärer tid vid Sannahed, Kumla |